# Venă colică mijlocie
Vena colică mijlocie drenează colonul transversal. Este un afluent al venei mezenterice superioare și urmează calea arterei sale corespunzătoare, artera colică mijlocie.